# Mladen Ivanić
Mladen Ivanić (Sanski Most, 16 settembre 1958) è un politico bosniaco, membro serbo della presidenza della Bosnia ed Erzegovina dal 17 novembre 2014.

## Biografia
Nato a Sanski Most, Ivanić ha vissuto dal 1971 a Banja Luka, dove si è laureato in economia. Ha quindi ottenuto un dottorato di ricerca a Belgrado, con una tesi su L'economia politica marxista contemporanea in Occidente.
Nel 1988 inizia la sua carriera politica: è eletto membro della Presidenza della Bosnia ed Erzegovina.
Ivanić è presidente onorario del Partito del Progresso Democratico (PDP), da lui fondato nel 1999 e di cui è stato presidente fino al 2015.
Dal gennaio 2001 al gennaio 2003 è stato Primo ministro della Republika Srpska, una delle due entità amministrative del paese.
Dal 2003 al 2007 ha ricoperto il ruolo di Ministro degli esteri della Bosnia ed Erzegovina. Inoltre, nel periodo 2008-2009, è stato Presidente della Camera dei popoli della Bosnia ed Erzegovina.

## Presidenza della Bosnia ed Erzegovina
Dal novembre 2014 è membro serbo-bosniaco della Presidenza della Bosnia ed Erzegovina, ed ha ricoperto l'incarico di Presidente della Presidenza, fungendo da capo di stato della Bosnia ed Erzegovina, dal 17 novembre 2014 al 17 luglio 2015, e dal 17 novembre 2016 al 17 luglio 2017.